# Ania Marson
Ania Marson (ur. 22 maja 1949 w Gdyni) – polska i angielska aktorka filmowa i teatralna.

## Życiorys
Ania Marson ukończyła Corona Stage Academy w Londynie. W 1963 roku rozpoczęła karierę w serialu Dixon of Dock Green . realizowanym dla BBC Television Service. W latach 70. pojawiła się w brytyjskim filmie historycyzm Mikołaj i Aleksandra, gdzie zagrała wielką księżną Imperium Rosyjskiego Olgę Nikołajewną Romanową, a także  w serialu Emma na podstawie powieści Jane Austen. W 2011 roku wystąpiła jako Diana w Home Death w reżyserii Fiony Morrell w Finborough Theatre .
Wystąpiła w wielu serialach i filmach. W teatrze zagrała m.in. w Les Justes w Bridge Lane Theatre, w Perdition wystawionym podczas Edinburgs Festival i w Conway Hall w Londynie oraz Hotel Sorrento w Cock Tavern Theatre .

## Życie prywatne
Ania Marson poślubiła w 1977 roku reżysera Dereka Listera.

## Wybrane role
- 1963: Dixon of Dock Green
- 1963: Tales of Mystery
- 1968: The Troubleshooters
- 1969: Armchair Theatre
- 1969: Z Cars
- 1969: Detective
- 1970: Special Branch
- 1971: Mikołaj i Aleksandra
- 1971: Lalka na łańcuchu
- 1971: Casanova
- 1972: Emma
- 1972: The Strauss Family
- 1974: Abdykacja, tyt. oryg. The Abdication
- 1975: Moll Flanders
- 1976: Victorian Scandals
- 1977: Leap in the Dark
- 1977: Marie Curie
- 1978: Blake's 7
- 1980: Zmysłowa obsesja, tyt. oryg. Bad Timing
- 1988: The Bill
- 1990: Luba
- 2015: Detektyw Foyle, tyt. oryg. Foyle's War
- 2015: Amityville Playhouse
- 2015: Howl
- 2015: Midwinter of the Spirit
- 2016: Home Fires
- 2016: Baba Jaga, tyt. oryg. Don't Knock Twice
- 2017: Milczący świadek, tyt. oryg.Silent Witness
- 2018: Alienista
- 2018: Hard Sun
- 2018: Obsesja Eve, tyt. oryg. Killing Eve
- 2018: Herezja, tyt. oryg. The Convent
- 2018: Na sygnale, tyt. oryg. Casualty
- 2019: Ghosts
- 2019: Brytania, tyt. oryg. Britannia
- 2020: Sunburn